# ノベル大賞
ノベル大賞（ノベルたいしょう）は、1983年から集英社が主催している公募文学賞。同社のライトノベル系文芸誌『Cobalt』及びコバルト文庫とその姉妹ライト文芸レーベル集英社オレンジ文庫の読者を対象とした作品を募集している。現在コバルト文庫からのデビューは無く、集英社オレンジ文庫が創設されてからは集英社オレンジ文庫からデビューする形になった。WEB応募可能。
1992年から1995年までの名称はコバルト・ノベル大賞で上期・下期の年2回の開催であったが、1996年より現在の名称に変更された。各賞の賞金が上がり、集英社オレンジ文庫と合同の年1回開催となる。2012年度からオンライン上でテキストデータ等を受け付けるWeb投稿を開始する。
大賞入選作には正賞と300万円、準大賞作には正賞と副賞100万円、佳作入選作には正賞と副賞50万円が贈られ、入選作品は文庫デビューが確約される。
唯川恵、藤本ひとみ、山本文緒、角田光代ら一般小説の分野で活躍している作家を多数輩出している。

## 応募要綱
作品・内容
自作未発表のもの。（日本語で書かれたものに限る）
ジャンルは問わない。
資格
男女・年齢・プロアマは問わず。
原稿規定
400字詰め縦書き原稿用紙100枚～400枚。ワープロ原稿可。
締め切り
原則として毎年1月10日。当日消印有効。WEB応募の場合23時59分まで受付。

## 歴代選考委員
- 1983～1987年度　赤川次郎、阿木燿子、阿刀田高、眉村卓
- 1988～1990年度　池田理代子、北方謙三、高橋三千綱、夢枕獏
- 1991～1993年度　岩館真理子、菊地秀行、高橋源一郎、氷室冴子
- 1994年度上期　岩館真理子、佐々木譲、氷室冴子、眉村卓
- 1994年度下期　岩館真理子、佐々木譲、高橋源一郎、眉村卓
- 1995年度上期　岩館真理子、佐々木譲、氷室冴子、眉村卓
- 1995年度下期　岩館真理子、佐々木譲、高橋源一郎、眉村卓
- 1996～1998年度　井沢元彦、田中雅美、橋本治、槇村さとる、眉村卓
- 1999～2001年度　井沢元彦、大岡玲、田中雅美、槇村さとる、眉村卓
- 2002～2003年度　井沢元彦、大岡玲、瀬名秀明、田中雅美、眉村卓
- 2004～2006年度　井沢元彦、大岡玲、瀬名秀明、田中雅美、眉村卓、唯川恵
- 2007年度　井沢元彦、大岡玲、田中雅美、古川日出男、眉村卓、唯川恵
- 2008～2009年度　大岡玲、桑原水菜、橋本紡、古川日出男、三浦しをん
- 2010年度　大岡玲、桑原水菜、橋本紡、三浦しをん、吉田玲子
- 2011～2013年度　桑原水菜、橋本紡、三浦しをん、吉田玲子
- 2014年度　桑原水菜、三浦しをん、吉田玲子
- 2015年度～2021年度　桑原水菜、今野緒雪、三浦しをん、吉田玲子
- 2022年度～　三浦しをん、今野緒雪、吉田玲子、似鳥鶏、カズレーザー

## 受賞作品と受賞者（コバルト文庫）
- 1983年度上期（通算第1回）[1]
  - 大賞：該当作なし
  - 佳作：『たとえば、19のときのアルバムに』- 一藤木杳子
  - 佳作：『聖野菜祭』- 片山満久
- 1983年度下期（通算第2回）[1]
  - 大賞：『未熟なナルシスト達』- 杉本りえ
  - 佳作：『I MISS YOU』- 塩田剛
  - 佳作：『卒業前年』- 藤本圭子
- 1984年度上期（通算第3回）[1]
  - 大賞：『海色の午後』- 唯川恵
  - 佳作：『サマー・グリーン 夏の終わりに…』- 倉本由布
- 1984年度下期（通算第4回）[1]
  - 大賞：『眼差（まなざし）』- 藤本ひとみ
  - 佳作：該当作なし
- 1985年度上期（通算第5回）[1]
  - 大賞：『青いリボンの飛越（ジャンプ）』- 波多野鷹
  - 佳作：該当作なし
- 1985年度下期（通算第6回）[1]
  - 大賞：『独楽（ひとりたのしみ）』- 島村洋子
  - 佳作：該当作なし
- 1986年度上期（通算第7回）[1]
  - 大賞：該当作なし
  - 佳作：『いつも通り』- 片桐里香
- 1986年度下期（通算第8回）[1]
  - 大賞：『クルト・フォルケンの神話』- 図子慧
  - 佳作：該当作なし
- 1987年度上期（通算第9回）[1]
  - 大賞：該当作なし
  - 佳作：『祭りの時』- 夏川裕樹
  - 佳作：『眠り姫の目覚める朝』- 前田珠子
- 1987年度下期（通算第10回）[1]
  - 大賞：『Seele（ゼーレ）』- 五代剛
  - 佳作：『プレミアム・プールの日々』- 山本文緒
- 1988年度上期（通算第11回）[1]
  - 大賞：『お子様ランチ・ロックソース』- 彩河杏
  - 佳作：該当作なし
- 1988年度下期（通算第12回）[1]
  - 大賞：『恋はセサミ』- 西田俊也
  - 佳作：該当作なし
- 1989年度上期（通算第13回）[1]
  - 大賞：『一平くん純情す』- 水樹あきら
  - 佳作：『AGE』- 若木未生
- 1989年度下期（通算第14回）[1]
  - 大賞：該当作なし
  - 佳作：『行かないで－If You Go Away』- 三浦真奈美
  - 佳作：『つまづきゃ、青春』- 児波いさき
  - 読者大賞：『風駆ける日』- 桑原水菜
- 1990年度上期（通算第15回）[1]
  - 大賞：『水になる』- 川田みちこ
  - 佳作・読者大賞：『血ぬられた貴婦人』- 小山真弓
- 1990年度下期（通算第16回）[1]
  - 大賞：『我が青春の北西壁』- 涼元悠一
  - 佳作：『水色の夏』- 赤木里絵
  - 読者大賞：『特別の夏休み』- 榎木洋子
- 1991年度上期（通算第17回）[1]
  - 大賞：『春風変異譚』- 水杜明珠
  - 佳作：『パラダイス・ファミリー』- 島田理聡
  - 佳作：『夜風のとおりすぎるまま』- 久嶋薫
  - 読者大賞：『いつか見た海へ」- もりまいつ
- 1991年度下期（通算第18回）[1]
  - 大賞：『月虹のラーナ』- 響野夏菜
  - 佳作：『ぐみの木の下には』- 北村染衣
  - 読者大賞：『夢売りのたまご』- 立原とうや
- 1992年度上期（通算第19回）[1]
  - 大賞：『夜の家の魔女』- ゆうきりん
  - 佳作：『第一のGymnopedie』- 沙山茴
  - 読者大賞：『月の裏で会いましょう』- 原田紀
- 1992年度下期（通算第20回）[1]
  - 大賞：該当作なし
  - 佳作：『十六歳、夏のカルテ』- 甲紀枝
  - 佳作：『はるか海の彼方に』- 高遠砂夜
  - 佳作：『「ふることぶみ」によせて』- 野間ゆかり
  - 読者大賞：『おばあちゃんの恋人』- 水野友貴
- 1993年度上期（通算第21回）[1]
  - 大賞：『夢の宮～竜のみた夢～』- 今野緒雪
  - 佳作：『交響詩「－騒乱－」』- 藍あずみ
  - 読者大賞：『夢の宮～竜のみた夢～』- 今野緒雪
- 1993年度下期（通算第22回）[1]
  - 大賞：『雨のなかへ』- 茅野泉
  - 佳作：『月下氷人』- 花宗冬馬
  - 読者大賞：『境界のテーゼ』- 緑川七央
- 1994年度上期（通算第23回）[1]
  - 大賞：『銀葉亭茶話』- 金蓮花
  - 佳作：『洞の中の女神』- 橘香いくの
  - 読者大賞：『惑星童話』- 須賀しのぶ
- 1994年度下期（通算第24回）[1]
  - 大賞：『春王冥府』- 真堂樹
  - 佳作：『ゴーイング・マイ・ウェイ』- 本沢みなみ
  - 読者大賞：『なつかしの雨』- 藤上貴矢
- 1995年度上期（通算第25回）[1]
  - 大賞：『りんご畑の木の下で』- 香山暁子
  - 佳作：『よいこのうた』- いたみありあ
  - 読者大賞：『帰る日まで』- 藤原眞莉
- 1995年度下期（通算第26回）[1]
  - 大賞：『美歩！』- 遠田緩
  - 佳作：『セ・ラ・ヴィ！』- 森田尚
  - 佳作：『アルヴィム・銀の魚』- 吉田緑
  - 読者大賞：『ごむにんげん』- 浩祥まきこ
- 1996年度（通算第27回）
  - 大賞：『SILENT VOICE』- 橘有未
  - 佳作：『月を描く少女と太陽を描いた吸血鬼』- 川村蘭世
  - 読者大賞：『楽園幻想』- 高野冬子
- 1997年度（通算第28回）
  - 大賞：『機械の耳』- 小松由加子
  - 佳作：『僕らは玩具の銃を手に』- 榊原和希
  - 佳作：『両手を広げて』- 河原明
  - 読者大賞：『機械の耳 小松由加子
- 1998年度（通算第29回） 
  - 大賞：『サカナナ』- 深谷晶子
  - 佳作・読者大賞：『ペンギンの前で会いましょう』- 片山奈保子
- 1999年度（通算第30回）
  - 大賞：該当作なし
  - 佳作：『僕らに降る雨』- 竹岡葉月
  - 佳作：『救助信号』- 吉平映理
  - 読者大賞：『ウェルカム・ミスター・エカリタン』- 松井千尋
- 2000年度（通算第31回）　
  - 大賞：『一人暮らしアパート発・Wao・ブランド』- 小沼まり子
  - 佳作：『サドル』- 石川宏宇
  - 佳作・読者大賞：『ぼくはここにいる』- ユール
- 2001年度（通算第32回）　
  - 大賞：『神遊び』- 清水朔
  - 佳作：『孵化界』- なかじまみさを
  - 佳作：『あなたはあたしを解き放つ』- 深志いつき
  - 読者大賞：『神遊び』- 清水朔
- 2002年度（通算第33回）　
  - 大賞：『ぼくのズーマー』- 青木祐子
  - 佳作：『パーフェクト・ガーデン』- 山本瑤
  - 読者大賞：『夕焼け好きのポエトリー』- ココロ直
- 2003年度（通算第34回）
  - 大賞：『夢で遭いましょう』- 小池雪
  - 佳作：『トライアル』- 菊池瞳
  - 読者大賞：『桜の下の人魚姫』- 沖原朋美
- 2004年度（通算第35回）　
  - 大賞：該当作なし
  - 佳作：『冬のねじ鳥』- 高川ひびき
  - 佳作：『無限のマリオン』- 桃井あん
  - 読者大賞：『蛇と水と梔子の花』- 足塚鰯
- 2005年度（通算第36回）　
  - 大賞：『チルカの海』- 桂環
  - 佳作：『花ざかりの夜』- 松田志乃ぶ
  - 佳作：『波乱万丈☆青春生き残りゲーム－魔王殿下と勇者の私－』- 真朝ユヅキ
  - 読者大賞：『空の巣』- 岡篠名桜
- 2006年度（通算第37回）　
  - 大賞：『桃仙娘々伝』- 藤原美里
  - 佳作：『十色トリック』- 木崎菜菜恵
  - 佳作：『夏影 閑月じゃく
  - 読者大賞：『諏訪に落ちる夕日～落日の姫～』- ながと帰葉
- 2007年度（通算第38回）
  - 大賞：『1000キロぐらいじゃ、涙は死なない』- 相羽鈴
  - 佳作：『このくらい、のあなた』- 一井七菜子
  - 読者大賞：『アルカトラズの聖夜』- 彩本和希
- 2008年度（通算第39回）
  - 大賞：該当作なし
  - 佳作：『やがて霧が晴れる時』- 汐月遥
  - 佳作：『我が家の神様セクハラニート』- 香月せりか
  - 読者大賞：『薄青の風景画』- 椎名鳴葉
- 2009年度（通算第40回）
  - 大賞：『始まりの日は空へ落ちる』- 久賀理世
  - 佳作：『傾国の美姫』- 夢野リコ
  - 読者大賞：『橘屋本店閻魔帳～跡を継ぐまで待って～』- 高山ちあき
- 2010年度（通算第41回）
  - 大賞：『にわか姫の懸想』- 長尾彩子
  - 佳作：『ただここに降りしきるもの』- 御永真幸
  - 読者大賞：『ショコラの錬金術師』- 高見雛
- 2011年度（通算第42回）
  - 大賞：『青色ジグソー』- 野村行央
  - 佳作：『異形の姫と妙薬の王子』- せひらあやみ
  - 読者大賞：『ゴシック・ローズ』- 小糸なな
- 2012年度（通算第43回）
  - 大賞：該当作なし
  - 佳作：『コンシェルジュの煌めく星』- 汐原由里子
  - 佳作：『砂漠の千一昼夜物語－幻の王子と悩殺王女－』- きりしま志帆
  - 読者大賞：『キョンシー・プリンセス～乙女は糖蜜色の恋を知る～』- 後白河安寿
- 2013年度（通算第44回）
  - 大賞：『幻領主の鳥籠』- 秋杜フユ
  - 佳作：『薔薇に雨』- 東堂燦
  - 佳作：『死体と花嫁』- つのみつき
- 2014年度（通算第45回）
  - 大賞：『はなもよう』- 杉元晶子
  - 佳作：『背徳ソナタ』- 紙上ユキ

## オレンジ文庫以降（2015年～）
- 2015年度（通算第46回）
  - 大賞：『最後の王妃』- 白洲梓
  - 準大賞：『亡霊』- 長谷川夕（「僕は君を殺せない」に改題）

### リニューアル後（2016年～）
- 2016年度（通算第47回）
  - 大賞：『Bの戦場』- ゆきた志旗
- 2017年度（通算第48回）
  - 大賞：『花木荘のひとびと』- 髙森美由紀
  - 佳作：『あやしバイオリン工房へようこそ』- 奥乃桜子
  - 佳作：『今夜、2つのテレフォンの前。』  時本紗羽
- 2018年度（通算第49回）
  - 大賞：『応挙の虎、古井戸の月』- 佐倉ユミ（「うばたまの 墨色江戸画帖」に改題）
  - 佳作：『さよなら、Mr.ナイトメア』- 水守糸子（「ナイトメアはもう見ない 夢視捜査官と顔のない男」に改題）
  - 佳作：『花は煙る、鳥は鳴かない』- 乃村波緒（「ナヅルとハルヒヤ 花は煙る、鳥は鳴かない」に改題）
- 2019年度（通算第50回）
  - 大賞：『ひきこもりを家から出す方法』- 猫田佐文
  - 佳作：『愛を綴る』- 森りん
  - 佳作：『流転の貴妃、或いは塞外の女王』- 喜咲冬子（「流転の貴妃 或いは塞外の女王」に改題）
- 2020年度（通算第51回）
  - 準大賞：『ダンシング・プリズナー』- 遊川 ユウ
- 2021年度（通算第52回）
  - 大賞：『シラナイカナコ』- 佐久間泉
  - 準大賞：『花は愛しき死者たちのために』-

花村はづき
- 2022年度（通算第53回）
  - 大賞：『早乙女さん、特務です』- 森かおる（「このビル、空きはありません！」に改題）
  - カズレーサー賞：『双蛇に嫁す』- 氏家仮名子
- 2023年度（通算54回目）
  - 大賞：該当無し
  - 優秀賞：『甘いたぬきは山の向こう』- 西東子
  - 優秀賞：『レディ・ファントムと灰色の夢』- 栢山シキ
  - 佳作：『私のマリア』- 東雲めめ子